# Jon Kortajarena
Jon Kortajarena (Bilbao, 19 mei 1985) is een Spaans acteur en model.

## Carrière
Kortajarena begon zijn modellencarrière in Parijs in 2004 toen hij het gezicht werd van een reclamecampagne van Roberto Cavalli. In 2008 verscheen hij op de cover van het Franse tijdschrijf L’Officiel Hommes, waarin er maar liefst 200 pagina’s aan hem besteed werden. Op 26 juni 2009 publiceerde Forbes de lijst van de Tien meest succesvolle mannelijke modellen ter wereld, waar Kortajarena op de achtste plaats prijkte. De Duitse versie van het tijdschrift GQ riep hem later dat jaar uit tot Model van het jaar., een titel die hij ook kreeg van de Spaanse Marie Claire.
Langzaam maar zeker timmert hij ook aan een acteercarrière. In 2019 speelde hij de hoofdrol in de Netflix-serie Alta Mar. 

## Privéleven
Kortajarena is homoseksueel. Van 2014 tot 2016 had hij een relatie met de Britse acteur Luke Evans.